# Wederopbouw
Het woord wederopbouw betekent dat iets opnieuw wordt gebouwd nadat het verwoest is. Meestal vindt wederopbouw plaats na afloop van een oorlog. Met het woord wordt in Nederland een niet precies afgebakende periode na afloop van de Tweede Wereldoorlog aangeduid.

## Wederopbouw in België
In België leed vooral de Westhoek in Vlaanderen zware schade in de Eerste Wereldoorlog. In 1916 werd het Koning Albertfonds opgericht om de Belgen te helpen met de wederopbouw. De bouwstijl waarin na de oorlog veel dorpen werden heropgebouwd wordt de wederopbouwarchitectuur genoemd.

## Wederopbouw in Nederland
De wederopbouw in Nederland vond vooral na afloop van de Tweede Wereldoorlog plaats. Tijdens de oorlog was veel infrastructuur, zoals bruggen, wegen en spoorwegen vernield. Ook waren huizen, fabrieken en gebouwen vernietigd of beschadigd. Door een vereniging van krachten en beschikbare hulp van onder andere het Marshallplan, werd Nederland weer opgebouwd. De wederopbouw vond ruwweg tussen 1940 en 1958 plaats. Het begin van de periode wordt gemarkeerd door het Besluit betreffende de Wederopbouw I van 21 mei 1940 (na het bombardement op Rotterdam – dat is dus al aan het begin van de Duitse bezetting van Nederland). Voor Rotterdam werd het Basisplan voor de Wederopbouw van Rotterdam gemaakt en uitgevoerd. In 1947 bereikte de industriële productie weer het peil van 1938. In 1948 was de laatste oorlogsschade aan gebouwen en infrastructuur hersteld.

### Schade
Nederland was na de oorlog in 1945 totaal ontwricht. De eerste schattingen van de oorlogsschade waren echter te hoog, pas later werd dit gecorrigeerd en niet altijd ook gepubliceerd. De schatting van de oorlogsschade als percentage van de totale kapitaalgoederenvoorraad in 1939 bedroeg in eerste instantie 42%, later kwam de schatting na correctie uit op 28%. Het nationaal inkomen van Nederland was in 1938 ca. 5,4 miljard gulden, in mei 1945 was dit gedaald tot 3 miljard maar in 1946 was het weer gestegen tot 9,9 miljard gulden. Verder bestond een groot tekort op de handelsbalans: in 1946 werd maar 37% van de invoer gedekt door export, het tekort op de handelsbalans bedroeg hiermee 14% van het nationaal inkomen. Bovendien waren er veel kosten in verband met de oorlog in Indonesië en zouden de economische belangen daar deels verloren gaan. De staat stelde zichzelf ten doel om werkloosheid uit te bannen ('doelstelling van volledige werkgelegenheid' genoemd). De regering kreeg ook zeggenschap over de lonen; het was de periode van geleide loonpolitiek. De werkgelegenheid in 1939 respectievelijk 1946 bedroeg in de machine- en staalbouw 31,1 en 41,3 duizend arbeiders, in de scheepsbouw 29,1 en 39,1 duizend arbeiders maar in de wolindustrie 15,4 en 13,6 duizend arbeiders. Verder hadden de wereldwijde protectionistische overheidsmaatregelen tijdens de crisis van de jaren 1930 slecht uitgepakt voor handelsland Nederland.

### Economisch herstel
Van groot belang was de Marshall-hulp die de Amerikanen Europa aanboden. Van nog groter belang waren de financiële voordelen die Nederland aan de soevereiniteitsoverdracht met Indonesië overhield, in totaal meer dan 103 miljard euro. Ook zag de Nederlandse regering eind 1945 al in dat het herstel van de Duitse economie voor Nederland op de langere termijn erg belangrijk was. De Marshall-leningen die later tot gift werden verklaard, werden dankbaar aangewend om de economie beter op poten te zetten. Niet onbelangrijk was daarnaast dat Indonesië weliswaar vanaf 1949 onafhankelijk was, maar dat de economische banden nog tot 1957 zouden blijven bestaan. Tegenover de 1,128 miljard dollar – bij een toenmalige wisselkoers van 3,80 miljard gulden – over de periode 1948-'51 van het Marshallplan, stond vanaf 1950 3,6 miljard gulden aflossing door Indonesië, tot Soekarno in 1956 weigerde de nog openstaande 650 miljoen gulden te betalen. Daarnaast maakten de inkomsten van de Nederlandse bedrijven in Indonesië tot Zwarte Sinterklaas eind 1957 zo'n acht procent uit van het Nederlandse nationale inkomen. De directe bijdrage van Indonesië aan het Nederlandse nationale inkomen bedroeg in 1948 ca. 2,2%, in 1949 ca. 4,4% maar in 1956 nog maar 2,1% en daarna snel dalend tot nihil.
Gedurende 10 jaar, van 1948 tot 1958, gaf Willem Drees met zijn rooms-rode coalitie (KVP en PvdA) gestalte aan de wederopbouw. Hij groeide uit tot een symbool van de verzorgingsstaat, en stond bekend om zijn degelijkheid en fatsoen. Met de nadruk die hij legde op hard werken en zuinig zijn was hij voor veel mensen de ideale persoon om het land er weer bovenop te helpen. Het gevoel allemaal mee te werken aan de wederopbouw leidde tot een grote saamhorigheid en de Nederlanders waren bereid hard te werken voor weinig loon. Dit leidde tot een snelle daling van de werkloosheid. Er waren echter meer factoren die bijdroegen aan het snelle economische herstel van Nederland. Naast de lage loonkosten voor ondernemers brachten de lage lonen het effect van bestedingsbeperking met zich mee: de Nederlandse consumptie werd op een laag peil gehouden. Hierdoor kochten Nederlanders ook weinig in het buitenland. Er ontstond een overschot op de betalingsbalans: Nederland exporteerde meer dan het importeerde, en verdiende dus aan het buitenland.
Op 17 mei 1945 werd de Stichting van de Arbeid opgericht. Voorbereidingen hiervoor waren al tijdens de oorlog gemaakt. De stichting werd al snel erkend als officieel adviesorgaan op sociaal-economisch terrein. Het uitgangspunt was op basis van overleg tussen vertegenwoordigers van de vakbonden, ondernemers, de landbouwsector en de middenstand tot een overeenkomst te komen en dat het kabinet voor te leggen. In 1950 werd met de totstandkoming van de ‘Wet op de bedrijfsorganisatie’ de Sociaal-Economische Raad (SER) opgericht. In deze raad zetelden naast de vertegenwoordigers van de ‘sociale partners’ (vakbonden en ondernemers) ook onafhankelijke adviseurs die door het rijk werden aangesteld; deze werden 'kroonleden' genoemd. Beide organen bestaan nu nog steeds en spelen een belangrijke rol in het proces waarin het beleid van de overheid wordt bepaald.

### Welvaart en werkgelegenheid: tevredenheid en optimisme
In het begin van de jaren ‘50 was er al heel wat veranderd in Nederland. De overheid streefde met het kapitalistische Amerika als grote voorbeeld een snelle industrialisatie na. De Geleide Loonpolitiek bleek een groot succes. Door de lage lonen hadden de bedrijven immers een goede concurrentiepositie ten opzichte van het buitenland. Nederland had nog altijd een exportoverschot, en profiteerde daarom heel veel van de snelle groei van de wereldeconomie.
Een andere verandering rond die tijd was het ontstaan van grote bedrijven door fusies en overnames. Door schaalvergroting konden de kosten worden gedrukt en werden de winsten groter. Met name in de industrie en in de dienstensector groeide de werkgelegenheid enorm. Alleen in de landbouwsector was door mechanisatie een sterke daling van de werkgelegenheid te zien. Langzaam groeide het besef dat het economisch herstel een feit was, sterker; de verkregen welvaart leek permanent.
In de tweede helft van de jaren ‘50 stegen de lonen wel wat. Het geld werd echter niet over de balk gesmeten maar opgespaard, om later luxegoederen voor te kunnen kopen. De enorme welvaartsgroei was nu ook bij 'de gewone man’ te merken, en dat leidde tot groot optimisme en hoge toekomstverwachtingen.
De verzorgingsstaat werd nu pas echt opgebouwd. Willem Drees had in 1947 al wel een begin gemaakt met het geven van hulp aan ouderen -in de zogenaamde Noodwet Ouderdomsvoorzieningen. Zijn idealen werden echter pas in 1957 verwezenlijkt door invoering van de Algemene Ouderdomswet (AOW) en – toen hij al geen premier meer was – in 1963 de Algemene bijstandswet.
Het is belangrijk om te constateren dat in het kader van het algehele optimisme en werklust er een eensgezindheid werd gecreëerd die grote bemoeienis van de overheid mogelijk maakte. Als beste voorbeeld kunnen we misschien het bestaan van een ministerie van 'Maatschappelijk werk' noemen. Dat ministerie had als taak de Nederlandse gezinnen 'op te voeden’ om vervreemding met de steeds sneller veranderende tijd tegen te gaan. De staat moest, als een vader over zijn gezin, bescherming bieden tegen zowel economische als maatschappelijke veranderingen en tegenslagen. Door een steeds grotere groep jongeren werd deze houding als uitermate betuttelend en benauwend ervaren. Ook de nog steeds zeer behoudende loonpolitiek veroorzaakte onvrede. Omdat de vakbonden instemden met de geleide loonpolitiek werden stakingen vaak niet door de bonden ondersteund. Het aandeel wilde stakingen nam dan ook toe in de loop van de tijd.
De toenemende welvaart in Nederland leek na de jaren 60 te culmineren in de "loonexplosie van 1970" en de vakbondsstrijd tegen de zogeheten koppelbazen, waarna per 1 januari 1971 door de regering uit vrees voor een loongolf en de stijging van de inflatie die daardoor dreigde een loonpauze werd afgekondigd. De welvaart die sinds 1950 alsmaar toenam resulteerde in de consumptiemaatschappij.

## Wederopbouw in andere landen na afloop van de Tweede Wereldoorlog
Ook in andere landen vond na de Tweede Wereldoorlog een wederopbouw plaats. In Duitsland ging dat zo voorspoedig dat wel van het Wirtschaftswunder (economiewonder) gesproken werd. Ook in Japan vond een sterke wederopbouw plaats.